# Titularbistum Alet
Alet ist ein Titularbistum der römisch-katholischen Kirche.
Es geht zurück auf einen Bischofssitz in der Stadt Alet-les-Bains, die sich in der französischen Region Okzitanien befindet. Das Bistum Alet war dem Erzbistum Narbonne als Suffraganbistum unterstellt.
| Titularbischöfe von Alet |                |                                   |              |     |
| Nr.                      | Name           | Amt                               | von          | bis |
| 1                        | Gérard Coliche | Weihbischof in Lille (Frankreich) | 9. Juli 2009 |     |